# Noise hop
Noise-Hop is een muziekgenre waarvan het geluid zou zijn ontstaan in 1980 en is in Nederland voortgevloeid uit onder andere hiphop, noise en techno.

## Noise-Hop
De naam Noise-Hop heeft zich ontwikkeld in Groningen en Noord-Drenthe.
De muziek wordt gekenmerkt door beatstructuren met gecombineerde elementen uit techno, triphop, dub en noise. Sommige Noise-Hop-artiesten maken ook gebruik van analoge instrumenten. Elektronische instrumenten die in het genre worden ingezet zijn bijvoorbeeld synthesizers en software-instrumenten. Opvallend aan het genre in Noord-Nederland is dat ook minder gangbare instrumenten worden gebruikt, zoals kapotte radio's en head-setmicrofoontjes.

## Geschiedenis
In Nederland ontstond de naam Noise-Hop rond het jaar 2009 binnen de undergroundscene van Groningen. De economische crisis is volgens de Noise-Hoppioniers een van de oorzaken van dit plotselinge ontstaan. De ongepolijste muziekstijl zou een uitlaatklep zijn voor veel Groningers om hun frustraties te uiten over de economische situatie.
Enkele bands die aan de wieg stonden van Noise-Hop waren De Venten en Kanaalmeester. Deze groepen worden nu bestempeld als FWoNH, the First Wave of Noise Hop. De Venten zijn de oorspronkelijke grondleggers van de stijl en zijn in 2010 opgesplitst. Zo heeft een van de twee bandleden het genre achter zich gelaten en daarbij ook de naam van zijn instrumentale solo-act Darmbonus verworpen. In een verwoede reactie daarop volgde er een tweede golf van Noise-Hop. Het andere bandlid van De Venten, De Basspoopers, breidde de Noise-Hopscene uit met vocalen en versterking van de acts Niels Ofzo, Hynuhkuh en MC Hardebal. De Basspoopers bepalen nu grotendeels het geluid van het Noord-Nederlandse genre. Intussen vertoont het genre nieuwkomers door de huidige ontwikkelingen in de underground en op het web.

## Het geluid
Noise-Hop wordt tegenwoordig getypeerd door het mixen van conventionele hiphop met niet-conventionele geluiden, die hun oorsprong vaak vinden bij muzieksoorten als heavy metal, rave en noise. De meeste groepen hebben een rapper/zanger en een dj/beatmaker.
Het kan voorkomen dat er bij een Noise-Hopshow wordt gevochten omdat sommige mensen de teksten als opzwepend ervaren. Overmatig alcoholgebruik is typerend voor Noise-Hopshows en versterkt dit effect. Het gedrag is zeer vergelijkbaar met het moshen tijdens heavymetalconcerten. Een opvallend verschil met het moshen blijkt uit het absurdisme dat het publiek met zijn agressieve dans vertoont tijdens een Noise-Hopshow. Veel muziek uit het genre is lomp en grof van aard en poogt in de teksten associaties met intellect te ontwijken. De productie van deze muziek hoeft volgens de artiesten niet heel serieus te worden genomen, terwijl het bestaan van de muziek en de bijhorende scene volgens de artiesten aldoor als noodzakelijk wordt ervaren.